# Застава (лист)
Застава је била политички лист Срба у Војводини који је излазио у периоду од 1866. до 1929. године. Покренуо га је и уређивао Светозар Милетић, вођа српског народног покрета у Војводини.

## Историјат
Први број изашао је у Пешти 9/21. фебруара 1866. До маја 1867. објављено је 45 бројева. Лист од јуна 1867. наставља да излази у Новом Саду.
Првобитно излазио два пута, па три и четири пута недељно, а од 1900. сваки дан сем понедељка и дана након празника. Све до 1884. и покретања Србобрана био и гласило Срба у Хрватској. Од септембра 1904. био је једини српски лист који је имао два издања - вечерње и јутарње. Током Првог светског рата је забрањен од аустроугарских власти, а његов управник Јаша Томић је затворен и осуђен за велеиздају. Након рата наставља редовно да излази као дневник почевши од 1/14. јануара 1919. године. Након завођења Шестојануарске диктатуре 1929. године Застава престала да излази.
Лист се залагао за националну равноправност у Аустроугарској, за уједињење и ослобођење Срба (како од аустријске, тако и од турске власти), као и за стварање независних балканских држава. Био критички настројен према оним елементима српског грађанства склоног потчињавању Пешти, али и према црквеној хијерархији када није радила у интересу народа. Светозар Милетић је због текстова објављених у Застави 1870. осуђен на годину дана, а 1876. на четири године затвора.
Када је у Српској народној слободоумној странци 1887. дошло до расцепа на радикално и либерално крило, Застава је постала лист Српске народне радикалне странке, док је Браник заступао ставове Српске народне либералне странке. Трвења између два листа кулминирала су убиством Мише Димитријевића од стране Јаше Томића. Након присаједињења Војводине Србији 1918. године Застава је критиковала централизацију Краљевине СХС и занемаривање интереса Војводине.
Углавном је везивана за ситно српско грађанство у Аустроугарској: ситне занатлије, трговце и сељаке, ниже службенике.
Познати одговорни уредници, сем Светозара Милетића, били су Миша Димитријевић, Јаша Томић, Лаза Нанчић и Јован Пачу.